# Jacob Eduard Boëthius
Jacob Eduard Boëthius, född 19 april 1789 i Uppsala, död 23 augusti 1849, var en svensk rättslärd. Han var son till Daniel Boëthius.

## Biografi
Boëthius studerade vid Uppsala universitet, där han blev filosofie magister 1812 och docent i svensk rätt (juris patrii) 1815 samt 1818 juris utriusque doctor med andra hedersrummet vid promotionen. År 1820 erhöll Boëthius tjänst som kanslist vid konsistorium, varefter han 1824 utnämndes till adjunkt i svensk och romersk rätt. Professor i samma ämne blev han 9 november 1826. Läsåret 1841–1842 var han rektor för Uppsala universitet.
Boëthius var riddare av Nordstjärneorden, och blev 1843 ledamot av Vetenskapssocieteten i Uppsala. Han skrev åtskilliga uppsatser i "Skandia".